# 多芬 (圣卢西亚)
多芬（英语：Dauphin）是加勒比海岛国圣卢西亚北海岸的一个村庄，由格羅艾勒特區（其行政中心）负责管辖，海拔高度40米，2010年预计人口约122人。该地为旧多芬的所在地。